# جانيت يلين
جانيت لويز يلين  (بالإنجليزية: Janet Yellen)‏ (من مواليد 13 أغسطس 1946) وزيرة الخزانة الأمريكي منذ 26 يناير /كانون الثاني 2021 ، هي اقتصادية أمريكية ونائب رئيس مجلس المحافظين للنظام الاحتياطي الفدرالي سابقا، كانت الرئيس والرئيس التنفيذي للبنك الاحتياطي الفيدرالي في سان فرانسيسكو، رئيس مجلس المستشارين الاقتصاديين للبيت الأبيض في عهد الرئيس بيل كلينتون، وأستاذ فخرية في جامعة كاليفورنيا كلية بيركلي هاس للأعمال. في 9 أكتوبر 2013، رشح الرئيس باراك أوباما يلين لتكون أول رئيسة أنثى لمجلس الاحتياطي الاتحادي.
ترشحت يلين لخلافة بن برنانكي من الرئيس باراك أوباما كرئيسة للاحتياطي الفيدرالي في الولايات المتحدة الأمريكية. وافق مجلس الشيوخ الأمريكي على ترشيح يلين في 6 يناير من عام 2014، ما جعلها أول امرأة تتولى هذا المنصب. عملت في الهيئة حتى 3 فبراير من عام 2018.

## نشأتها وتعليمها
ولدت يلين لعائلة يهودية بولندية في بروكلين، نيويورك، والدتها آنا روث (بلومنال قبل الزواج 1986-1907) معلمة في مدرسة ابتدائية، ووالدها جوليوس يلين (1906-1975)، طبيب أسرة، وكان يعمل في الطابق الأرضي من منزلهم. تركت والدتها وظيفتها لتتفرغ لرعاية جانيت وشقيقها الأكبر، جون. تخرجت بتفوقّ من مدرسة فورت هاميلتون الثانوية في حي باي ريدج في بروكلين. تخرجت بامتياز مع مرتبة الشرف من كلية بيمبروك بجامعة براون وحصلت على شهادة في الاقتصاد (عام 1967). غيرت يلين تخصصها المُخطط له من الفلسفة إلى الاقتصاد في جامعة براون وتأثرت بالأساتذة جورج بورتس وهيرشيل غروسمان. حصلت على الدكتوراه في الاقتصاد من جامعة ييل (عام 1971). كان عنوان أطروحتها «العمالة والإنتاج وتراكم رأس المال في الاقتصاد المفتوح: نهج غير متوازن» تحت إشراف الحائزين على جائزة نوبل، جيمس توبين وجوزيف ستيجليتز، والذي وصف يلين لاحقًا بأنها من ألمع طلابه وأكثرهم تذكرًا. حصل اثنان وعشرون من الاقتصاديين على درجة الدكتوراه من جامعة ييل في عام 1971، لكن يلين كانت المرأة الوحيدة في فئة الدكتوراه.

## مسيرة حياتها

### أكاديميًا
كانت يلين أستاذة مساعدة في جامعة هارفرد (بين عامي 1971-1976)، وخبيرة اقتصادية في مجلس محافظي الاحتياطي الفيدرالي (بين عامي 1977-1978)، ومحاضرة في كلية لندن للاقتصاد والعلوم السياسية (بين عامي 1978-1980). في بداية عام 1980، أجرت يلين بحثًا في كلية هاس، ودرّست الاقتصاد الكلي بدوام كامل وجزئي لطلاب ماجستير إدارة الأعمال وطلاب المرحلة الجامعية. وهي اليوم أستاذة فخرية في جامعة كاليفورنيا، كلية هاس لإدارة الأعمال في بيركلي، حيث تم تعيينها من يوجين إي وكاثرين م. تريفثين أستاذ إدارة الأعمال وأستاذة الاقتصاد. حصلت مرتين على جائزة التدريس المتميز لكلية هاس لإدارة الأعمال.

### الخدمة العامة
شغلت يلين منصب رئيس مجلس المستشارين الاقتصاديين للرئيس بيل كلينتون في الفترة من 18 فبراير (عام 1997)، إلى 3 أغسطس (عام 1999)، وعُينت كعضو في مجلس محافظي الاحتياطي الفيدرالي في الفترة من 12 أغسطس (عام 1994) إلى 17 فبراير (عام 1997). ترأست لجنة السياسات الاقتصادية لمنظمة التعاون والتنمية الاقتصادية في الفترة من (عام 1997) إلى (عام 1999). شغلت يلين منصب رئيس الرابطة الاقتصادية الغربية الدولية ونائب رئاسة الرابطة الاقتصادية الأمريكية. وكانت أيضًا عضوًا في شركة ييل.

### البنك الاحتياطي الفيدرالي في سان فرانسيسكو
كانت يلين الرئيسة والمديرة التنفيذية للبنك الاحتياطي الفيدرالي في سان فرانسيسكو من 14 يونيو 2004، وحتى عام 2010. كانت عضوًا مصوتًا في اللجنة الفيدرالية للسوق المفتوحة في عام 2009. عقب تعيينها في البنك الاحتياطي الفيدرالي في عام 2004، تحدثت بشكل علني، وفي اجتماعات لجنة السياسة النقدية الفيدرالية، عن قلقها بشأن العواقب المحتملة للارتفاع المفاجئ في أسعار السكن. ومع ذلك، لم تقد يلين البنك الاحتياطي الفيدرالي في سان فرانسيسكو إلى التحرك للتحقق من الإقراض العشوائي المتزايد لبنك كونتري وايد فاينانشال، أكبر بنك مُقرض في الولايات المتحدة الأمريكية.
في خطاب ألقته يلين (عام 2005) في سان فرانسيسكو، ناقشت ضد تقليص فقاعة الإسكان لأن «الحجج ضد محاولة تقليص الفقاعة تفوق تلك التي تؤيدها» وتوقعت أن تكون فقاعة الإسكان كبيرة بما يكفي لتبدو وكأنها عثرة كبيرة في الطريق، لكن توقعت أن يكون الاقتصاد قادرًا على امتصاص الصدمة. في عام 2010، أخبرت يلين لجنة التحقيق في الأزمات المالية أنها ومسؤولون أخرون في البنك الاحتياطي الفيدرالي في سان فرانسيسكو بحثوا في توجيهات واشنطن لأنها «لم تستكشف قدرة البنك الاحتياطي الفيدرالي في سان فرانسيسكو على التصرف من جانب واحد»، وفقًا لصحيفة نيويورك تايمز. اعترفت يلين بسوء تقديرها السابق لأزمة السكن إلى اللجنة: «أعتقد أني ظننت أنه، وعلى غرار انهيار سوق الأسهم في فقاعة التكنولوجيا، فمن المرجح أن يتمكن الاقتصاد من الصمود أمام فقاعة الإسكان، وأن البنك الاحتياطي الفيدرالي قد يتحرك لدعم الاقتصاد بالطريقة التي كان يفعلها بعد انهيار فقاعة التكنولوجيا». في شهر يوليو من عام 2009، ذُكر اسم يلين كخليفة محتملة لبن برنانكي لرئاسة للنظام الاحتياطي الفيدرالي، قبل أن تتم إعادة تعيينه مجددًا من الرئيس باراك أوباما.

### نائب رئيس الاحتياطي الفيدرالي
في 28 أبريل من عام 2010، رشح الرئيس باراك أوباما جانيت يلين لخلافة دونالد كون كنائب لرئيس النظام الاحتياطي لفيدرالي. في شهر يوليو، صوتت اللجنة المصرفية بمجلس الشيوخ الأمريكي بأغلبية 16 صوتًا مقابل 6 أصوات لصالحها، على الرغم من أن السيناتور ريتشارد سي. شيلبي من الآباما، العضو الجمهوري البارز في اللجنة، صوتّ بلا، قائلًا إنه يعتقد أن يلين لديها «نزعة تضخمية». وفي الوقت نفسه، وفي أعقاب الشهادة ذات الصلة التي أدلى بها رئيس مجلس الاحتياطي الفيدرالي برنانكي، أدلى جيمس ب. بولارد، عضو مصوّت في اللجنة الفيدرالية للسوق المفتوحة للبنك الاحتياطي الفيدرالي بسانت لويس، بتصريح مفاده أن الاقتصاد الأمريكي «يواجه خطر الوقوع في نتائج انكماشية على غرار الطريقة اليابانية خلال السنوات القليلة المقبلة».
فسر البعض بيان بولارد على أنه تحول محتمل في رصيد اللجنة الفيدرالية للسوق المفتوحة بين صقور وحمائم التضخم. كان يُنظر إلى تأكيد يلين المعلّق، بالإضافة إلى تأكيد بيتر أ. دياموند وسارة بلوم راسكين لملء الشواغر، على أنهما قد يعززان مثل هذا التحول في اللجنة الفيدرالية للسوق المفتوحة. واعتُبرت جميع الترشيحات الثلاثة على أنها «على الطريق لتأكيدها من قبل مجلس الشيوخ الأمريكي».
في 4 أكتوبر من عام 2010، أقسمت يلين اليمين الدستورية لمدة 4 سنوات تنتهي في 4 أكتوبر من عام 2014، وكانت مناصرة صريحة لاستخدام صلاحيات الاحتياطي الفيدرالي في سبيل خفض البطالة، وبدت أكثر استعدادًا من الخبراء الاقتصاديين الأخرين للمخاطرة بارتفاع التضخم قليلًا في غاية تحقيق هذا الهدف. بدأت يلين بالوقت ذاته ولمدة 14 عامًا مهمتها كعضو في المجلس الاحتياطي الفيدرالي والتي ستنتهي في 31 يناير من عام 2024.

## حياتها الشخصية
يلين متزوجة من جورج أكرلوف، وهو خبير اقتصادي، حائز على جائزة نوبل التذكارية في العلوم الاقتصادية، وأستاذ بجامعة جورج تاون، وأستاذ فخري بجامعة كاليفورنيا، بيركلي. ابنهما، روبرت أكيرلوف، يدرّس الاقتصاد في جامعة وارويك.

## روابط خارجية
- جانيت يلين على موقع IMDb (الإنجليزية)
- جانيت يلين على موقع الموسوعة البريطانية (الإنجليزية)
- جانيت يلين على موقع مونزينجر (الألمانية)
- جانيت يلين على موقع إن إن دي بي (الإنجليزية)
- جانيت يلين على موقع قاعدة بيانات الفيلم (الإنجليزية)